# 1629
Cette page concerne l'année 1629  du calendrier grégorien.
L'année 1629 est une année commune qui commence un lundi.

## Événements
- Janvier[1], Zimbabwe : le monomotapa (ou Karanga) Nyambo Kapararidge, successeur de Gatsi Rusere, est battu à Massapa par les Portugais et remplacé par Mavoura Mhandé qui se déclare vassal du Portugal par un traité signé le 24 mai[2] (fin de règne en 1652).

- 4 mars : charte de la colonie de la baie du Massachusetts[3].

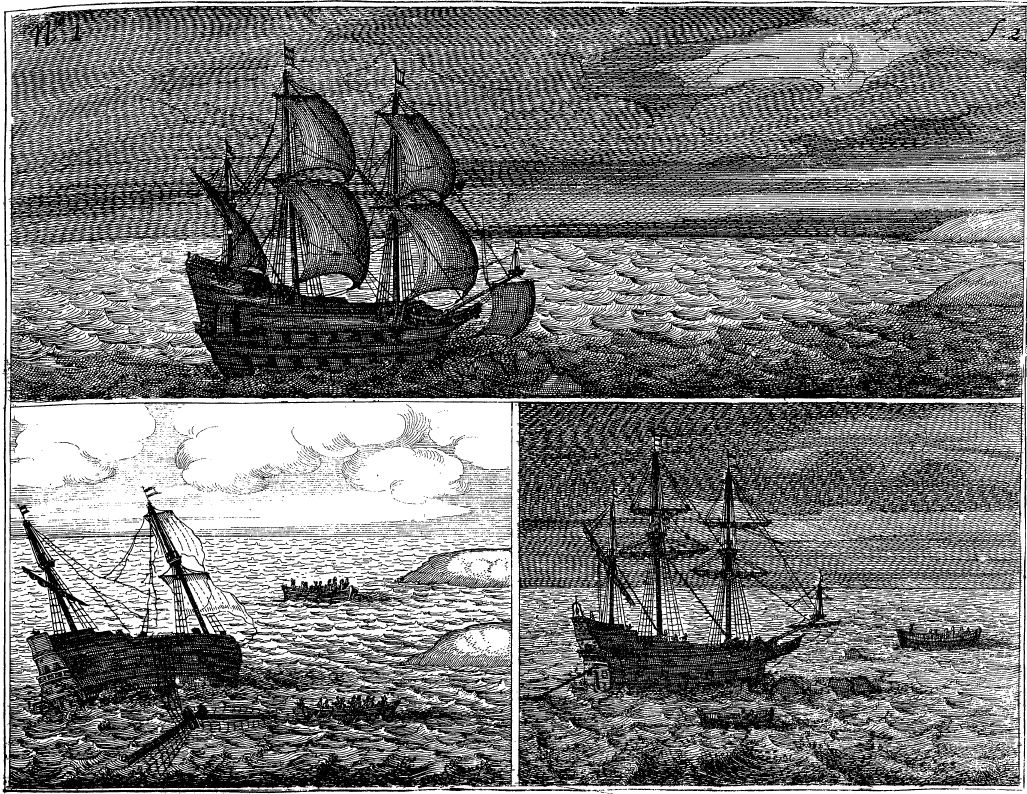
4 juin : naufrage du Batavia.

- 4 juin : naufrage du Batavia, navire hollandais parti de Java, échoué sur la côte ouest, dont les restes ont été retrouvés. Arrivée des premiers Européens en Australie. Deux meurtriers néerlandais y sont exilés, et deviennent les premiers habitants européens de l'Australie[4]. Les Hollandais, qui ne trouvent rien de profitable à leur négoce sur le continent australien, explorent cependant pendant une trentaine d’années les côtes ouest, nord et sud et baptisent cette terre Nouvelle-Hollande en 1644.

- 19 juillet : capitulation de Québec[5]. Samuel de Champlain doit céder Québec aux frères Thomas, Louis, et David Kirke « à cause du manque de vivres. Les Kirke n’auront pas plus de chance : l’épidémie et la disette leur prennent 14 soldats lors de leur premier hivernement ». Tandis que Québec est prise par les frères Kirke, la France et l’Angleterre ont déjà signé la paix. Les nouvelles possessions anglaises devront être restituées. L’Angleterre tergiversera pendant trois ans avant de restituer la colonie aux Français.
- Juillet : soixante-dix colons écossais débarquent dans la baie de Port-Royal et construisent Fort-Charles[6]. Création de la colonie de Nouvelle-Écosse[5].
- 16 septembre[5] : une flotte espagnole, sous le commandement de l'amiral Don Frédéric de Tolède, attaque Niévès et Saint-Christophe ; les colons anglais sont déportés, les Français réussissent à fuir à Antigua. Pierre Belain d'Esnambuc et Pierre Vadrosque chassés de l'île Saint-Christophe s'installent à la Tortue, près de Saint-Domingue, qui deviendra le point de ralliement des flibustiers anglais, français et hollandais aux côtés des boucaniers  qui assurent l’approvisionnement en viande. Ils expulsent les quelques Espagnols présents et vont constituer une communauté de « frères de la côte »[7].

### Asie
- 17 février : début du règne de Safi Ier, chah de Perse (fin en 1642)[8].

- 6 juillet : Iskandar Muda, sultan musulman d’Atjeh (pointe Nord de Sumatra) attaque Malacca[9]. Les assiégés résistent jusqu'à ce qu'une flotte portugaise lève le siège en octobre[10].

- 21 août-20 octobre : second siège de Batavia par Agung, sultan de Mataram (Java)[11]. Vaincu grâce à l’alliance hollandaise avec le sultan de Banten, il entreprend l’islamisation forcée de l’est de Java, mais échoue dans ses tentatives de conquérir Bali.

- 21 septembre : mort de Jan Pieterszoon Coen, gouverneur de la Compagnie néerlandaise des Indes orientales[12]. Les Hollandais contrôlent l’ensemble des mers indonésiennes. Seuls les ports de Banten et de Makassar sont ouverts à des commerçants non hollandais. Les Portugais conservent Malacca sous la menace d’une attaque hollandaise.

- 22 octobre, Japon : lois sur les maisons militaires (Buke shohattô), rédigées par Tokugawa Hidetada[13]. Elles seront modifiées en 1663 pour interdire les suicides d’accompagnement qui transformaient parfois le décès d’un chef de maison en véritable hécatombe, puis définitivement fixées en 1683. Elles définissent le code d’honneur des samouraïs. Elles réussissent à transformer en l’espace de deux générations les farouches bushi d’autrefois en gendarmes loyaux pour les plus humbles ou en intellectuel, sachant lire, écrire, organiser, juger…

- 22 décembre : l’empereur du Japon Go-Mizunoo, gendre du shogun Hidetada, abdique en faveur de sa fille Meishō, âgé de cinq ans[14]. Go-Mizunoo vit jusqu’en 1680 dans son palais de Shugaku-in, au pied du mont Hiei et se consacre à la poésie.
- Décembre : les Mandchous envahissent la Mongolie-Intérieure, franchissent la grande muraille et menacent Pékin[15].

- Début du règne de Thalun Min, roi de Birmanie (fin en 1648)[16].
- Le moine tibétain Shabdrung Ngawang Namgyal (1594-1651) arrivé en 1616 au Bhoutan construit son premier dzong (monastère fortifié) à Semtokha. Il unifie le pays et prend le titre de Shabdrung ou Dharma raja, chef spirituel du gouvernement. Un Deb raja, généralement un moine, est chargé des affaires temporelles[17].

### Europe
- 20 février : entrevue de Christian IV de Danemark et Gustave-Adolphe de Suède à Ulfsback (Småland)[18].
- 6 mars : 
  - Édit de Restitution[19] : l’empereur garantit le libre exercice de la confession d'Augsbourg aux princes laïques, condamne la religion réformée et prévoit la restitution des biens d’Église confisqués depuis 1552 (Les archevêchés de Magdebourg et de Brême, 12 évêchés dont ceux de Verden et Halberstadt, cinq cents abbayes et couvents).
  - Guerre de Succession de Mantoue : victoire de Louis XIII au pas de Suse sur Charles-Emmanuel Ier de Savoie qui ne peut prétendre au Montferrat. Une expédition française envahit le duché de Savoie (fin en 1630)[20].
- 11 mars : trêve de Suse entre la France et la Savoie[21].
- 10 mars : « Eleven years tyranny » ; Charles Ier d'Angleterre renvoie le Parlement pour une question d’impôts. Il arrête les dirigeants d’opposition, et gouverne sans Parlement avec l’aide de Strafford (Thomas Wentworth), de Portland et de Laud jusqu’en 1640 (le Parlement n’avait siégé que quatre ans depuis 1605)[22].
- 18 mars, Italie : les Français, conformément aux vœux de Richelieu, s’installent à Casal, place forte du Montferrat dépendant du duché de Mantoue[20].

- 8 avril : alliance entre le pape, Mantoue, Venise et la Savoie sous l’égide de la France pour le maintien de l'indépendance de l'Italie[23].

- 24 avril : le second traité de Suse met fin à la guerre franco-anglaise[21].
- 30 avril : début du siège de Bois-le-Duc (fin le 14 septembre)[24].

- 12 mai - 6 juin : paix de Lübeck imposée par Wallenstein à Christian IV de Danemark qui avait pris la tête des protestants allemands. Le Danemark, grâce au soutien de l’Angleterre, des Provinces-Unies et de la Suède retrouve ses provinces perdues (Jutland) mais promet de ne plus intervenir dans les affaires de l’empire[25].

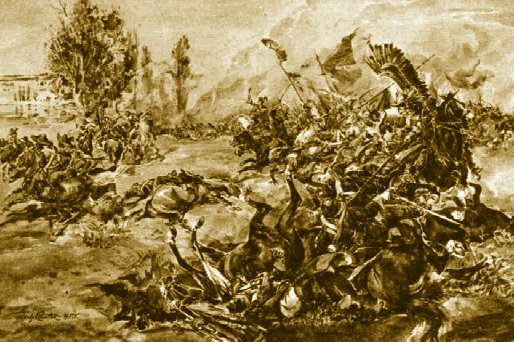
27 juin : bataille de Stuhm.

- 27 juin : bataille de Stuhm. Victoire des troupes impériales et polonaises commandées par Hans Georg von Arnim-Boitzenburg sur l'armée suédoise de Gustave-Adolphe[26].
- 28 juin : Paix d'Alès[18].

- Août : Alexandre l'Enfant devient voïévode de Moldavie (fin en 1630)[27]. À sa mort le 26 juin 1632, la dynastie des Basarab s’éteint. Ses successeurs au trône valaque au XVIIe siècle ajoutent le nom Basarab à leur prénom, pour marquer leur légitimité.
- 14 août : prise d'Amersfoort par les Espagnols[18].

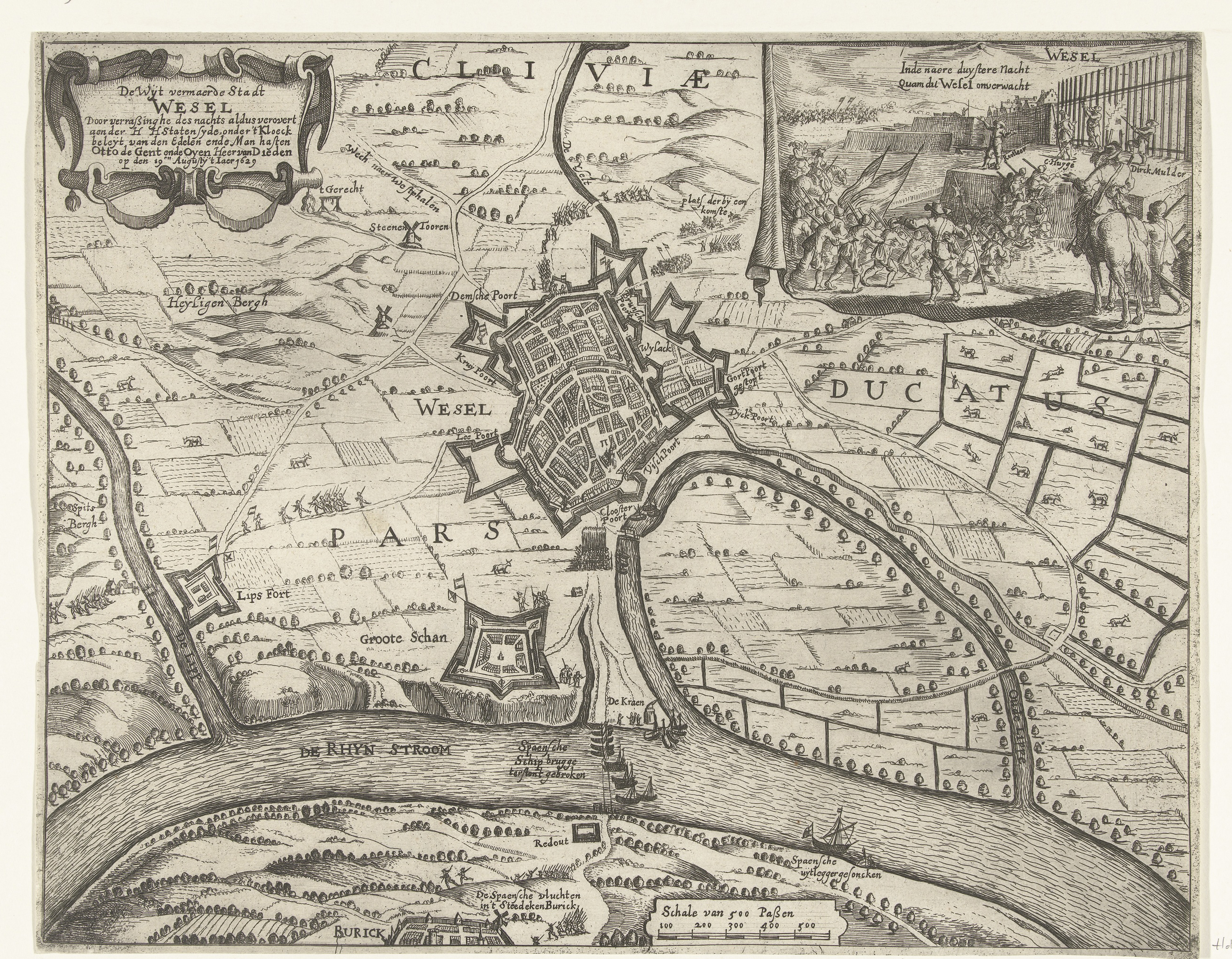
19 août : prise de Wesel.

- 19 août : Frédéric-Henri, prince d'Orange, prend Wesel[28].

- 14 septembre : Frédéric-Henri de Nassau s’empare de Bois-le-Duc[24]. Il prend Maastricht (1632) et reconquiert Bréda (1637).
- 26 septembre : traité d'Altmark[18]. Les Suédois occupent presque l'intégralité du littoral de la Baltique. Trêve de six ans, favorisé par la diplomatie de Richelieu, entre la Suède et la Pologne. La Pologne cède la Livonie jusqu'à la Dvina, les ports de Prusse-Orientale (Königsberg), les produits des douanes de Dantzig.
- Septembre : révolte antifiscale à Porto : les campagnes s’enflamment au moment de la levée d’un nouvel impôt[29].

- 12 novembre : traité d'alliance et de commerce, conclu à Moscou, entre la France et la Russie[30].
- 15 novembre : Catherine de Brandebourg devient princesse de Transylvanie (fin en 1630)[31].

- Venise saisit les navires de Raguse qui n'ont pas acquitté les droits pour la traversée de l'Adriatique[32].

- Confessio fidei, profession de foi du patriarche de Constantinople Cyrille Loukaris. Publiée en latin à Genève et fortement influencée par le calvinisme, elle provoque l’indignation[33].

## Naissances en 1629
- ? janvier : Gabriel Metsu, peintre néerlandais († 24 octobre 1667).
- 1er avril : Jean-Henri d'Anglebert, claveciniste, compositeur français († 23 avril 1691).
- 14 avril :
  - Bartolomeo Biscaino, peintre et graveur baroque italien de l'école génoise († 1657).
  - Christiaan Huygens, savant néerlandais († 8 juillet 1695).
- 8 mai : Niels Juel, amiral danois († 8 avril 1697).
- 17 juillet : Adrien Sacquespée, peintre français († 21 décembre 1692).
- 17 août : Jean III Sobieski, roi de Pologne († 17 juin 1696).
- 3 septembre : Lady Mary Dering, compositrice anglaise († 7 février 1704).
- 29 octobre : Agnes Block, collectionneuse d'art, peintre et horticultrice néerlandaise († 20 avril 1704).
- 31 octobre : Charles II de Mantoue, noble franco-italien, duc de Mayenne, de Nevers, de Rethel, de Mantoue et de Montferrat († 14 août 1665).
- 2 décembre : Guillaume-Egon de Furstenberg, cardinal, évêque de Strasbourg († 10 avril 1704).
- Date précise inconnue :
  - Jacques Bailly, peintre, miniaturiste et graveur français († 2 septembre 1679).
  - Pieter Crijnse Volmarijn, peintre néerlandais († 15 avril 1679).
- Vers 1629 :
- Johan le Ducq, peintre, dessinateur et graveur à l'eau-forte, également marchand d'objets d'art et soldat néerlandais († 1676).

## Décès en 1629
- 5 janvier : Jean Goulu, religieux et écrivain français (° 25 août 1576).
- 11 janvier : Giorgio Centurione, 95e Doge de Gênes (° 23 avril 1553).
- 19 janvier : Abbas Ier le Grand, shah de Perse[8] (° 27 janvier 1571).
- 23 janvier : André Schott, prêtre jésuite, linguiste, humaniste et écrivain brabançon (° 12 septembre 1552).
- 27 janvier : Hieronymus Prætorius, compositeur et organiste de Saint-Empire romain germanique (° 10 août 1560).
- 28 janvier : Giacomo Cavalieri,  cardinal italien (° 1565).
- 30 janvier : Carlo Maderno, architecte italien (° 1556).
- 10 février : Guillaume de Bèche, homme d'affaires liégeois (° 3 décembre 1573).
- 11 février : Edward Blayney, militaire et membre de la Chambre des lords irlandais (° 1570).
- 9 mars : Jérôme Aléandre le Jeune, humaniste et érudit italien (° 29 juillet 1574).
- 13 mars : Basilius Besler, apothicaire, médecin, botaniste et éditeur allemand (° 13 février 1561).
- 16 mars : Émilie de Nassau,  troisième fille de Guillaume le Taciturne et de sa seconde épouse, Anne de Saxe (° 10 avril 1569).
- 27 mars :
  - George Carew, diplomate et homme politique anglais (° 29 mai 1555).
  - Urbain de Laval Boisdauphin, homme de guerre et diplomate français (° 1557).
- 29 mars : Jacob De Gheyn le Jeune, peintre, dessinateur et graveur maniériste néerlandais (° 1565).
- 9 avril : Pietro Valier, cardinal italien (° 1574).
- 11 avril : Gabriel Gifford, ecclésiaste catholique anglais de l'ordre des bénédictins qui fut archevêque de Reims (° 1554).
- 13 avril ou 15 avril :  Antonio Vassilacchi, peintre italien d'origine grecque (° 1556).
- 25 avril : Jean Robin, botaniste français (° 1550).
- 30 avril : Hendrick Fayd'herbe, enlumineur, doreur, sculpteur en bois et en albâtre, dramaturge, poète et rhétoricien des Pays-Bas espagnols (° 1574).
- 2 mai : Raymond Phélypeaux d'Herbault, homme d'État français (° 1560).
- 5 mai : Joachim Burmeister, humaniste, compositeur et théoricien de la musique allemand (° 1564).
- 6 mai : Vaenius, peintre flamand[34] (° 1556).
- 14 mai : Jean de Sutherland, noble écossaise, première femme de James Hepburn (° 1546).
- 18 juin : Piet Hein, officier de la marine des Provinces Unies, corsaire, et héros du folklore néerlandais (° 25 novembre 1577).
- 21 juin : Pierre Quintin, religieux dominicain français (° 1569).
- 24 juin : Charles Scribani, prêtre jésuite belge d'origine italienne (° 21 novembre 1561).
- 30 juin : Jean Turpin, peintre, graveur et imprimeur d'estampes français (° 1561).
- 6 juillet : Georges-Frédéric de Greiffenclau, archevêque et prince-électeur de Mayence et archichancelier du Saint-Empire romain germanique (° 8 septembre 1573).
- 11 juillet : Bartolomeo Cesi, peintre baroque italien de l'école bolonaise (° 16 août 1556).
- 23 juillet : Bartolomeo Sovero, mathématicien, géomètre et physicien suisse (° 1576).
- 1er août : Ottavio Bandini, cardinal italien (° 25 octobre 1558).
- 4 août : Andrea Baroni Peretti Montalto, cardinal italien (° 29 novembre 1572).
- 13 août : Barthélemy Tremblay[35], sculpteur français (° vers 1568).
- 14 août : Carlo Gaudenzio Madruzzo, cardinal italien (° 1562).
- 21 août : Camillo Procaccini, peintre italien (° 1551).
- 29 août : Pietro Bernini, sculpteur italien (° 6 mai 1562).
- 30 août ou 31 août : Jean Duret, médecin français (° 1563).
- 11 septembre : Johannes Buxtorf, professeur d'hébreu à l'université de Bâle (° 25 décembre 1564).
- 13 septembre : Anthonie Duyck, grand-pensionnaire de Hollande (° vers 1560).
- 22 septembre : Robert Radclyffe, 5e comte de Sussex et pair anglais (° 12 juin 1573).
- 29 septembre : Giovanni Faber, médecin anatomiste et botaniste romain d'origine bavaroise (° 1574).
- ? septembre : Paul Gore, 1er baronnet, homme politique, soldat et baronnet anglo-irlandais (° 1567).
- 2 octobre :
  - Pierre de Bérulle, religieux français théologien catholique, cardinal, fondateur des Oratoriens (° 4 février 1575).
  - Giovanni Garzia Millini, cardinal italien (° 1562).
- 3 octobre : Pierre Bertius, mathématicien et cartographe néerlandais (° 14 novembre 1565).
- 4 octobre : Bernardo Castello, peintre baroque italien (° 1557).
- 5 octobre : Héribert Rosweyde, prêtre jésuite et hagiographe belge (° 2 janvier 1569).
- 6 octobre ou 7 octobre : Heinrich Cloos, personnalité politique suisse (° 1559).
- 17 octobre : Nicolas de Harlay de Sancy, homme politique et diplomate français (° 1546).
- 29 octobre : Léonard de Trappes, 87e évêque et 45e archevêque d'Auch (° 3 octobre 1558).
- 1er novembre : Hendrick ter Brugghen, peintre néerlandais (° 1588).
- 15 novembre : Gabriel Bethlen, prince de Transylvanie[36] (° 15 novembre 1580).
- 27 novembre : Françoise du Saint-Sacrement,  carmélite déchaussée espagnole (° 12 mai 1561).
- 1er décembre : Catherine de Nevers, duchesse de Longueville (° 21 janvier 1568).
- 23 décembre : Giovanni Ier Corner, homme politique italien, 96e doge de Venise (° 11 novembre 1551).
- 31 décembre : Colette van den Keere, graveuse néerlandaise (° 1568).

- Date précise inconnue :
  - Paul Contant, apothicaire français, possesseur d'un cabinet de curiosités (° 1562).
  - Aquilino Coppini, musicien italien (° ?)
  - Louis Dorléans, pamphlétaire politique français (° 1542).
  - Gaspar Fernandes, compositeur de musique sacrée portugais-mexicain (° vers 1565).
  - Federico De Franchi, 96e Doge de Gênes (° 1560).
  - François Gravé, navigateur français (° novembre 1560).
  - David Hume de Godscroft, historien et théoricien politique écossais (° 1558).
  - Pierre de Laudun d'Aigaliers, poète languedocien (° 1575).
  - Guillaume de L'Aubespine, diplomate français (° 1547).
  - Li Liufang, peintre chinois (° 1575).
  - Pedro Salazar de Mendoza, historien espagnol (° 1549).
  - César de Nostredame, historien provençal (° 1553).
  - Avanzino Nucci, peintre italien (° vers 1552).
  - Cornelia toe Boecop, peintre néerlandaise (° 1551).
  - Kateřina Stradová, maîtresse de Rodolphe II, empereur du Saint-Empire (° 1579).
  - Emmanuel Sueyro, chroniqueur et traducteur des Pays-Bas espagnols (° 20 février 1587).
  - François Sweerts, historien et épigraphiste belge (° 1567).
  - Balthazar de Villars, conseiller du roi français et lieutenant particulier (° 1557).
  - David Vinckboons, peintre de paysage et de scènes de genre néerlandais (° 13 août 1576).

- Vers 1629 :
- Francesco Eredi : compositeur italien de musique sacrée et profane  (° vers 1575 (ou 1581)).